# Paracoccidioides brasiliensis

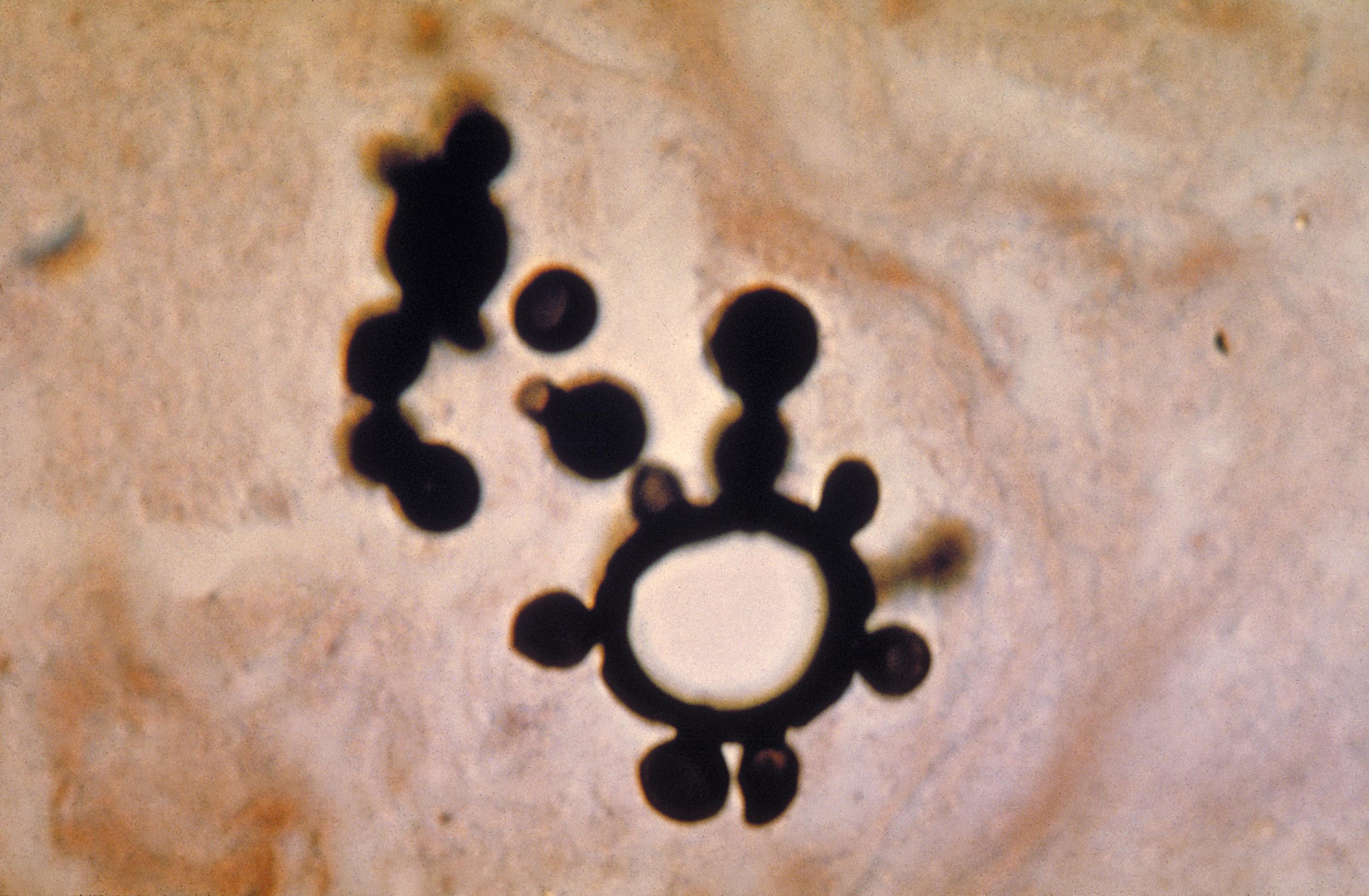
Wybarwione srebrem pączkujące komórki formy drożdżowej

Paracoccidioides brasiliensis (Splend.) F.P. Almeida – gatunek grzybów należący do klasy Eurotiomycetes. Grzyb mikroskopijny wywołujący u ludzi chorobę o nazwie parakokcydioidomykoza. Jest to grzybica układowa (ogólnoustrojowa).

## Systematyka i nazewnictwo
Pozycja w klasyfikacji według Index Fungorum: Paracoccidioides, Ajellomycetaceae, Onygenales, Eurotiomycetidae, Eurotiomycetes, Pezizomycotina, Ascomycota, Fungi.
Po raz pierwszy opisał go w 1912 r. Achille Splendore, nadając mu nazwę Zymonema brasiliensis. W 1930 r. Floriano Paulo de Almeida przeniósł go do rodzaju Paracocidioides. Pozostałe synonimy:
- Aleurisma brasiliense (Splend.) J.A. Neves & Bogliolo 1951
- Blastomyces brasiliensis (Splend.) Conant & Howell 1941
- Coccidioides brasiliensis (Splend.) F.P. Almeida 1929
- Monilia brasiliensis (Splend.) Vuill. 1931
- Mycoderma brasiliense (Splend.) Neveu-Lem. 1921

## Morfologia i rozwój
Kolonie na podłożu SGA w temperaturze 24 °C rosną powoli, są skórzaste, płaskie do pomarszczonych, później stają się filcowate, białawe do brązowych z brązowawym rewersem; w temperaturze 37 °C na podłożu BHI są maślane, mózgokształtne.
Konidia w temperaturze 24 °C nie tworzą się lub są komórkami chlamydosporopodobnymi typu interkalarnego. W temperaturze 37 °C na BHI powstaje forma drożdżopodobna, która składa się z kulistych komórek o średnicy do 30 µm, wytwarzających poprzez pączkowanie synchroniczne blastospory (pąki) na całej swojej powierzchni. Pąki zaczynają się od warstw ściany komórkowej, których gęstość optyczna wzrasta w punkcie, w którym ostatecznie powstaje komórka potomna. Gdy pączek się rozwinie, pomiędzy powstającą komórką a komórką macierzystą rozwija się płaszczyzna podziału. Po rozejściu się blizna po pąku znika. W tkance pączkowanie występuje w ziarniniakowym centrum zmiany chorobowej, co uwidocznia się za pomocą barwienia skrawków histologicznych hematoksyliną i eozyną. Komórki niepączkujące mają średnicę 5–15 μm, podczas gdy te z wieloma kulistymi pąkami mają średnicę 10–20 μm. W mikroskopii elektronowej stwierdzono, że komórki z wieloma pąkami mają jądra umiejscowione obwodowo i cytoplazmę otaczającą dużą centralną wakuolę. W postaci strzępkowej P. brasiliensis komórki drożdży są większe, mają cieńsze ścianki i węższą podstawę pąków niż komórki pokrewnego grzyba dymorficznego, Blastomyces dermatitidis. Drożdżopodobna postać P. brasiliensis zawiera wiele jąder, ma porowatą, dwuwarstwową błonę jądrową i grubą ścianę komórkową, podczas gdy forma strzępkowa ma cieńsze ściany komórkowe z cienką, gęstą warstwą zewnętrzną.
Drożdżowa forma P. brasileinsis jest endobiontem rozwijającym się wewnątrz komórek żywiciela.

## Chorobotwórczość
Paracoccidioides brasiliensis powoduje jedną z najpowszechniejszych grzybic układowych w Ameryce Łacińskiej – parakokcydioidomykozę. Jest to grzyb dymorficzny. Jego grzybnia w środowisku wytwarza konidia, które prawdopodobnie działają jak zakaźne propagule po wdychaniu do płuc, gdzie przekształcają się w patogenną formę drożdżopodobną. Przejście z formy strzępkowej na drożdżową jest łatwo indukowane in vitro przez zmiany temperatury, która powoduje modulację składu ściany komórkowej. Polega to na zamianie wiązań polimerowych z β-glukanu na α-glukan. Wytwarzane przez samice ssaków estrogeny hamują to przejście, co jest powodem, że choroba ta znacznie częściej występuje u samców. Ponadto podatność poszczególnych osób na parakokcydioidomykozę ma podłoże genetyczne, co powoduje obniżoną komórkową odpowiedź immunologiczną u podatnych pacjentów; Oporność jest nadawana przez stymulowane przez cytokiny tworzenie ziarniniaków i wytwarzanie tlenku azotu. Okres utajenia i trwałość choroby oraz widoczny brak skuteczności odporności humoralnej są zgodne z faktem, że P. brasiliensis występuje jako fakultatywny patogen wewnątrzkomórkowy.